# 알카이드
알카이드(Alkaid)는 큰곰자리에 있는 별로, 지구에서 101광년 떨어져 있다. 바이어 명명법에 의하면 큰곰자리 에타로 읽는다. 고유 명칭 알카이드는 아랍어로(القائد البنات النعش, 알카이드 알바나트 안나크)로, '슬퍼하는 세 소녀 중 첫째'라는 의미이다. '슬퍼하는 세 소녀'란 북두칠성에서 '큰 국자'를 구성하는 세 별인 알카이드, 미자르, 알리오스이다.
중국에서는 이 별을 북두칠(北斗七) 또는 요광(搖光)으로 불렀다. 전자는 북두칠성 중 일곱째, 후자는 깜빡거리면서 빛나는 별이라는 의미이다.
알카이드는 겉보기 등급 +1.9로 밤하늘에서 서른 다섯 번째로 밝은 별이다. 이 별의 분광형은 B3V로 파랑-흰색 계열의 젊은 주계열성이다. 이 별의 표면 온도는 2만 켈빈에 이르며, 이는 눈에 보이는 별들 중에서 매우 뜨거운 편에 속한다.
알카이드는 북두칠성의 '큰 국자' 중에서 가장 동쪽에 위치하고 있다. 그러나 북두칠성의 다른 별들과는 달리 알카이드는 큰곰자리 이동 성단의 일원에는 속하지 않는다.